# Computationalisme
In de filosofie van de geest is het computationalisme of de computatietheorie van de geest een visie die stelt dat de menselijke geest voorgesteld moet worden als een informatieverwerkingssysteem en dat het denken een vorm is van computatie of computerachtige berekeningswijze. De hypothese werd in zijn hedendaagse vorm naar voren gebracht door Hilary Putnam in 1961 en ontwikkeld door Jerry Fodor in de jaren 1960 en 1970. Deze visie is gemeengoed in de moderne cognitieve psychologie en wordt aangenomen door theoretici van de evolutionaire psychologie.
Het computationalisme is een filosofisch concept dat zegt dat de geest werkt als een computer of symboolmanipulator. De theorie houdt in dat de geest berekeningen gaat doen met input uit de natuurlijke wereld met het oog op het creëren van output onder de vorm van verdere mentale of fysieke toestanden. Een computatie is het proces waarbij input wordt opgenomen en vervolgens een stapsgewijs algoritme wordt gevolgd om tot een bepaalde output te komen. Het computationalisme meent dat er bepaalde aspecten van de geest zijn die stapsgewijze processen volgen om voorstellingen van de wereld met berekeningen te ontleden.
Deze computatietheorie van de geest vereist representatie gezien 'input' voor een computatie de vorm krijgt van symbolen of representaties van andere objecten. Een computer kan geen werkelijk object berekenen, maar het moet het object interpreteren en representeren in één of andere vorm en vervolgens de representatie berekenen. Het computationalisme is verwant aan de representatietheorie van de geest omwille van het feit dat ze beide stellen dat mentale toestanden representaties zijn. De twee theorieën verschillen daarentegen van elkaar gezien de representatietheorie meent dat alle mentale toestanden representaties zijn, terwijl de computatietheorie niet zegt of bepaalde mentale toestanden, zoals pijn of depressie, niet representationeel kunnen zijn en daarom niet geschikt kunnen zijn voor een computationele behandeling. Deze niet-representationele mentale toestanden worden ook qualia genoemd. De computatietheorie van de geest wordt ook in verband gebracht met de taal van het denken. Deze theorie laat toe dat de geest meer complexe representaties kan verwerken met behulp van de semantiek.

## Prominente geleerden
- Daniel Dennett stelde het Meervoudige-versiesmodel[2] voor waarin het bewustzijn lineair lijkt, maar in feite troebel en onvolledig is, verspreid over tijd en ruimte in de hersenen. Het bewustzijn is de computatie, er is geen bijkomende stap of "Cartesiaans theater" waarin je je bewust wordt van de computatie.
- Jerry Fodor meent dat mentale toestanden zoals overtuigingen en wensen verbanden zijn tussen individuen en mentale representaties. Hij beweert dat deze representaties enkel op een juiste manier kunnen verklaard worden in termen van een taal van het denken in de geest. Verder wordt deze taal van het denken zelf gecodificeerd in de hersenen en is het niet enkel een nuttig verklarend instrument. Fodor is een aanhanger van een soort functionalisme die stelt dat het denken en andere mentale processen voornamelijk bestaan uit computaties die werken met de syntaxis van de representaties die de taal van het denken vormgeven.
- David Marr beweert dat cognitieve processen over drie beschrijvende niveaus beschikken: het computationele niveau (die het computationele probleem beschrijven (m.n. input/output in kaart brengen) berekend door cognitieve processen); het algoritmische niveau (die het algoritme voorstelt die gebruikt wordt om het probleem te berekenen dat zich gesteld heeft op het computationele niveau); en het implementationele niveau (die de fysieke implementatie van het algoritme beschrijft op het implementationele niveau dat zich gesteld heeft op het algoritmische niveau in de biologische materie, zoals bijvoorbeeld in de hersenen). (Marr, 1981)
- Ulric Neisser bedacht de term 'cognitieve psychologie' in zijn boek Cognitive Psychology van 1967. Hierin omschrijft Neisser mensen als dynamische informatieverwerkende systemen waarvan de mentale werkingen omschreven kunnen worden in computationele termen.
- Steven Pinker beschreef het "taalinstinct", een geëvolueerd en ingebouwd vermogen om het spreken te leren (en zelf het schrijven).
- Hilary Putnam stelde het functionalisme (filosofie van de geest) voor om het bewustzijn te verklaren waarbij hij beweerde dat het de computatie is die gelijk moet worden gesteld aan het bewustzijn. Dit zou dan losstaan van het feit of de computatie in de hersenen, in een computer of in "de hersenen in een vat" zitten.
- Bruno Marchal, hoogleraar aan de Université Libre de Bruxelles beweert in zijn doctoraatsthesis (Universiteit van Rijsel, 1998)[3] dat een fysieke tussenkomst niet compatibel is met de computatietheorie aan de hand van argumenten zoals het Universele Zwaluwstaartargument of het Filmgrafiekargument.